# Henry Larsen

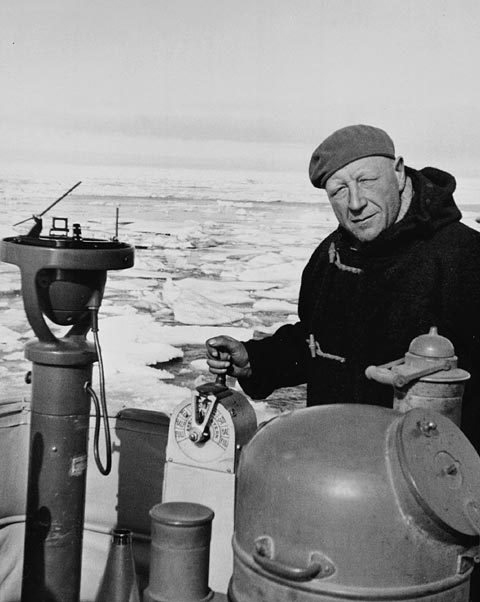
Henry Larsen auf der St. Roch

Henry Asbjörn Larsen (* 30. September 1899 in Hvaler, Norwegen; † 29. Oktober 1964 in Vancouver, Kanada) war ein Polizist und Seefahrer in der Arktis. Zu seinen bedeutendsten Leistungen zählen mehrere frühe Durchquerungen der Nordwestpassage.

## Leben
Larsen absolvierte seine Militärpflichtzeit bei der norwegischen Marine, heuerte später als Seemann auf Handelsschiffen an und bestand auf der Seemannsschule die Prüfung zum Maat. Nach einigen Jahren auf norwegischen Schiffen, inklusive eines Jobs als Chefoffizier auf einem Transatlantikdampfer, wanderte er 1924 nach Kanada aus und nahm dort 1927 die britische Staatsbürgerschaft an. Auf dem Weg nach Vancouver las er, dass der dänische Händler Christian Klengenberg einen Steuermann suchte, bewarb sich und wurde sofort auf dem in der kanadischen Westarktis fahrenden alten Handelsschoner „Old Maid of Seattle“ eingestellt, auf dem er zwei Reisen mitmachte. Im April 1928 trat Larsen als „Constable“ der Royal Canadian Mounted Police (RCMP) bei, als diese erfahrene Freiwillige für den Dienst in der Arktis suchte. Er absolvierte das Canadian Police College. Im April 1929 wurde er „Corporal“, ein halbes Jahr danach „Sergeant“. 1935 wurde Henry Asbjörn Larsen ein Mitglied im Bund der Freimaurer, seine Loge die Mount Newton Lodge No. 89, liegt in British Columbia.
In den folgenden zwei Jahrzehnten wurde er häufig als Kapitän des im selben Jahr bei der RCMP in Dienst gestellten Schoners St. Roch für Seepatrouillen eingesetzt. Zu Beginn der ersten Arktis-Fahrt des Schiffes diente Larsen noch als Maat, wurde aber, kaum dass das Schiff die Arktis erreicht hatte, zum Kapitän ernannt. Die ersten zwölf Jahre bis zum Beginn des Zweiten Weltkrieges 1939 führten Larsen und seine Mannschaft 12 Sommer und 7 Winter lang Patrouillen- und Versorgungsfahrten für die verstreuten Posten der RCMP in der westlichen kanadischen Arktis durch. Die Konstruktion des Schiffes war darauf ausgelegt worden, auch ganze Winter im Eis eingefroren zu verbringen. In der Winterzeit fungierte die St. Roch als schwimmender Außenposten der RCMP, von dem aus die Polizistencrew mit Hundeschlitten patrouillierten. Das Schiff stellte in dieser Zeit die einzige hoheitliche Repräsentanz Kanadas im hohen Norden dar. Von den indigenen Bewohnern der Arktis wurde Larsen Hanorie Umiarpolik genannt (Henry mit dem großen Schiff).
Larsens bedeutendste Leistung war die von 1940 bis 1942 durchgeführte erstmalige Durchquerung der Nordwestpassage in West-Ost-Richtung mit der St. Roch. Sie dauerte wegen großer Eismassen, die den McClintock-Kanal und die Franklin-Straße blockierten, insgesamt 28 Monate (davon die meiste Zeit Überwinterung auf der Victoria-Insel und der Halbinsel Boothia) und war nach der Erstquerung durch den Norweger Roald Amundsen, dessen Route Larsen auf der Hinfahrt hierbei folgte, die zweite Durchführung der Nordwestpassage überhaupt. Auf der (wegen besserer Eisverhältnisse nur drei Monate dauernden) Rückfahrt von Halifax nach Vancouver wählte Larsen 1944 eine nördlichere Route, die noch nie zuvor komplett durchschifft worden war, über den Lancaster- und Viscount-Melville-Sund durch die Prince-of-Wales-Straße (zwischen der Banksinsel und der Victoria-Insel) zur Beaufortsee. Damit war ihm die erste Hin- und Rückfahrt auf der Nordwestpassage gelungen. Die Fahrt von 1944 stellte außerdem die erste Durchquerung ohne Überwinterung dar.
Die letzten Jahre seiner Dienstlaufbahn war Larsen der ranghöchste Polizist der RCMP in der Arktis. Nach seiner ersten Nordwestpassage wurde er im November 1942 zum „Staff Sergeant“ befördert, nach der zweiten Durchquerung zum „Sub-Inspector“ (September 1944) und „Inspector“ (1946). 1949 wurde er zum Leitenden Offizier („Officer Commanding“) der für die Nordwest-Territorien und das Yukon-Territorium zuständigen Division G der RCMP ernannt und ihm damit die Verantwortung für sämtliche Arktis-Abteilungen der RCMP übertragen. Stationiert war er seither in Ottawa. Zuletzt wurde er 1953 noch „Superintendent“. 1961 ging er in Pension und zog mit seiner Familie zunächst nach Lunenburg (Nova Scotia), dann nach Vancouver. Als Larsen 1964 nach kurzer Krankheit starb, wurde er auf dem RCMP-Friedhof in Regina (Saskatchewan) begraben. Er hinterließ seine aus Vancouver stammende Frau Mary Hargreaves, die er 1935 geheiratet hatte, einen Sohn und zwei Töchter.

## Ehrungen
Zu den vielfachen Ehrungen für Larsen zählen die 1943 vergebene Polar-Medaille in Silber für den Kapitän und seine Crew in Würdigung der Arktisfahrt von 1940 bis 1942 sowie die 1946 verliehene Patron’s Medal in Gold der Royal Geographical Society, deren Ehren-Fellow er 1947 zudem wurde. Larsen war auch Fellow der Royal Canadian Geographical Society und erhielt 1959 deren erste Massey-Medaille für herausragende persönliche Verdienste um die kanadische Geografie. Darüber hinaus war er Fellow des Arctic Institute of North America. Im Mai 1961 erhielt er vom Waterloo University College einen Doctor of Laws ehrenhalber. Nach ihm ist der Larsensund (zwischen der James-Ross-Straße und der Franklin-Straße) benannt, außerdem der 1987 gebaute Eisbrecher CCGS Henry Larssen der kanadischen Küstenwache.
Der Schoner St. Roch der RCMP ist heute das Herzstück des Vancouver Maritime Museum. Seit 1958 ankert das Schiff permanent in einem Trockendock. Um dieses herum wurde das Museumsgebäude errichtet. Im Jahr 2000 benannte die RCMP aus Anlass der Jahrtausendwende eines ihrer Schiffe in St. Roch II um und ließ es noch einmal Larsens erste Arktis-Fahrt nachvollziehen.